# Здание дворянского и крестьянского поземельного банка (Чернигов)
Здание дворянского и крестьянского поземельного банка или Здание, в котором был создан подпольный обком КПУ и работал Н. Н. Попудренко — памятник архитектуры и памятник истории местного значения в Чернигове. Сейчас в здании размещается Черниговская областная универсальная научная библиотека имени В. Г. Короленко.

## История
Решением исполкома Черниговского областного совета народных депутатов трудящихся от 31.05.1971 № 286 присвоен статус памятник истории местного значения с охранным № 59 под названием Дом, в котором был создан подпольный обком КПУ и работал Н. Н. Попудренко — Герой Советского Союза, участник партизанского движения на Украине в период Великой Отечественной войны, секретарь Черниговского подпольного обкома КП(б)У.
Здание имеет собственную «территорию памятника» и расположено в «комплексной охранной зоне» (которая также включает Производственное здание и Памятник Н. Н. Попудренко), согласно правилам застройки и использования территории. На здании установлена информационная доска.
Решением исполкома Черниговского областного совета народных депутатов от 26.03.1984 № 118 дому присвоен статус памятник архитектуры местного значения с охранным № 8-Чг под названием Дом дворянского и крестьянского поземельного банка.
Приказом Департамента культуры и туризма, национальностей и религий Черниговской областной государственной администрации от 12.11.2015 № 254 для памятника используется название Дом Черниговского отделения дворянского земельного и крестьянского поземельного банка.
В ночь с 29 на 30 марта 2022 года здание было повреждено в ходе вторжения России на Украину — район Центрального рынка был обстрелян российскими военными миномётами 120-мм калибра.

## Описание
Дом для Черниговского отделения дворянского земельного и крестьянского поземельного банка был построен в период 1910-1913 годы инженером Д. Д. Афанасьевым по проекту архитектора Александра Ивановича фон Гогена. Дом банка является копией Пензенского отделения Крестьянского поземельного банка (сейчас Пензенская областная картинная галерея имени К. А. Савицкого) в Пензе, построенного ранее (1910—1912) также по проекту А. И. Гогена.
В период 1882—1919 годы в губернии действовал поземельный банк.
Кирпичный, 2-этажный дом на цоколе, П-образный в плане, в стиле модерна, площадью 3700 м². П-образному плану дома соответствует сложная пластика объёмов, которые нарастают ко входу, над которым подносится трёхъярусная башня (четверик) с шатром. Сочетание многоцветной майолики и гранитных плит цокольного этажа, разнообразные окна и треугольный балкон второго этажа, использование народных художественных традиций создают своеобразность здания.
С 1925 года в здании размещался Черниговский исторический музей, после создания в 1932 году Черниговской области — областной комитет КП(б)У. Во время Великой Отечественной войны в июле 1941 года на заседании бюро обкома КП(б)У был создан подпольный обком партии для руководства большевистским подпольем и партизанским движением в тылу врага. В состав которого вошёл Н. Н. Попудренко, который с 1940 год работал секретарём Черниговского обкома КП(б)У.
В послевоенный годы здание было отстроено, где вновь разместился обком партии. С 1974 года здесь разместилась Черниговская библиотека имени В. Г. Короленко (современная Черниговская областная универсальная научная библиотека имени В. Г. Короленко). В 1976 году тут проходило первое организационное заседание Черниговского отделения Союза писателей Украины.
В 1980 году была установлена мемориальная мраморная доска (0,5×0,5 м) подпольному обком КПУ, который здесь размещался; ныне демонтирована.
В 1982 году на фасаде здания установлена мемориальная доска Герою Советского Союза Н. Н. Попудренко с текстом: «В цьому будинку, де містився Обком КП/б/У, працював в 1939—1941 роках Герой Радянського Союзу секретар Чернігівського підпільного обкому партії, командир партизанського з'єднання Попудренко Микола Микитович» («В этом доме, где располагался Обком КП/б/У, работал в 1939—1941 годах Герой Советского Союза секретарь Черниговского подпольного обкома партии, командир партизанского соединения Попудренко Николай Никитич»). Также в 1982 году перед фасадом дома был установлен памятник (бюст на постаменте) Н. Н. Попудренко — памятник монументального искусства местного значения.
22 мая 2019 года на фасаде здания установлена мемориальная доска «семье Русовых одним из основателей Черниговской общественной библиотеки» с их портретами (Софие Фёдоровне и Александру Александровичу) и годами жизни.

Мемориальная доска Н. Н. Попудренко
Мемориальная доска семье Русовых